# Elvira Bader
Elvira Bader, née le 4 mars 1955 à Mümliswil, est une personnalité politique suisse membre du parti démocrate-chrétien.

## Biographie
Enseignante de formation, et agricultrice de métier, elle est députée au parlement du canton de Soleure de 1997 à 1999. Depuis 1999, elle est présidente de son parti pour le district de Thal et conseillère nationale où elle est membre de la commission de l'environnement, l'aménagement du territoire et de l'énergie nucléaire.